# نيل مكدونالد
نيل مكدونالد (بالإنجليزية: Neil McDonald)‏ (2 نوفمبر 1965 في المملكة المتحدة - ) هو مدرب كرة قدم ولاعب كرة قدم بريطاني في مركز الظهير. شارك مع منتخب إنجلترا تحت 21 سنة لكرة القدم. أما مع النوادي، فقد لعب مع أولدهام أثلتيك وبريستون نورث إيند وبولتون واندررز ونادي إيفرتون ونيوكاسل يونايتد.

## وصلات خارجية
- نيل مكدونالد على موقع قاعدة بيانات كرة القدم.إي يو (الإنجليزية)
- نيل مكدونالد على موقع Soccerbase.com (لاعب) (الإنجليزية)
- نيل مكدونالد على موقع Soccerbase.com (مدرب) (الإنجليزية)
- نيل مكدونالد على موقع عالم كرة القدم.نت (الإنجليزية)